# Agrostis pyrenaica
Agrostis pyrenaica é uma espécie de gramínea do gênero Agrostis, pertencente à família Poaceae.